# International Council on Monuments and Sites
International Council on Monuments and Sites (ICOMOS) grundades 1965 som ett resultat av Unescos fördrag i Venedig 1964. 
ICOMOS uppgift är att verka för att bevara världsarven, kulturarv, arkeologisk lokal och vara rådgivare till Unescos Världsarvskommitté. Man bedriver utbildning, forskning och verkar för internationellt samarbete.
Organisationens medlemmar är till skillnad från Unescos inte självständiga nationer utan utgörs av organisationer, institutioner och enskilda personer som är experter inom olika yrken och forskningsgrenar inom kultur- och miljövård. Totalt har man idag[när?] mer än 7500 medlemmar.
ICOMOS har instiftat 18 april som Världsarvsdagen, vilken även har tillstyrkts av Unescos generalkonferens.